# Erwin Kuffer
Pour les articles homonymes, voir Kuffer.
Erwin Kuffer est un footballeur luxembourgeois né le 16 septembre 1943 à Luxembourg. Il a évolué comme arrière latéral à Lyon dans les années 60.

## Carrière de joueur
- 1961-1966 : Red Boys Differdange  Luxembourg
- 1966-1969 : Olympique lyonnais  France
- 1969-1970 : Standard de Liège  Belgique
- 1970-1971 : Waterschei THOR  Belgique
- 1971-1973 : Royal Charleroi Sporting Club  Belgique
- 1973-1975 : Red Boys Differdange  Luxembourg

## Palmarès
- International luxembourgeois
- Vainqueur de la Coupe de France en 1967 avec l'Olympique lyonnais[2].